# ماتياس مارين
ماتياس مارين (بالإسبانية: Matías Marín)‏ هو لاعب كرة قدم تشيلي في مركز الوسط، ولد في 19 ديسمبر 1999 في فينيا ديل مار في تشيلي. لعب مع سانتياغو واندررز.

## وصلات خارجية
- ماتياس مارين على موقع قاعدة بيانات كرة القدم.إي يو (الإنجليزية)
- ماتياس مارين على موقع Soccerway.com (الإنجليزية)